# (2056) Nancy
(2056) Nancy ist ein Hauptgürtelasteroid. Er wurde am 15. Oktober 1909 von Joseph Helffrich an der Landessternwarte Heidelberg-Königstuhl (IAU-Code 024) entdeckt.
Benannt wurde der Asteroid nach Nancy Lou Zissell Marsden, der Ehefrau des britischen Astronomen Brian Marsden.
Nancy bewegt sich zwischen 1,910 (Perihel) und 2,526 astronomischen Einheiten (Aphel) auf einer elliptischen Umlaufbahn um die Sonne. Die Bahn ist mit 3°,9 gering gegen die Ekliptik geneigt, die Bahnexzentrizität beträgt 0,139.